# دریاچه مهمان
دریاچه مهمان (به لاتین: Mehman) یک دریاچه در جمهوری آذربایجان است که در شهرستان بیلقان و شهرستان آغجابدیع واقع شده‌است.